# 法比安·比约克
卡尔·法比安·比约克（瑞典語：Carl Fabian Biörck，1893年10月21日—1977年9月27日），瑞典男子体操运动员。他曾获得1920年夏季奥运会体操比赛男子团体瑞典式金牌。他也曾在1917年获得田径400米短跑的全国冠军。